# Вагіна (острів)
Вагіна (англ. Wagina Island, у колоніальні часи назву писали як Wiginna, Vaghena) — маленький острів у складі архіпелагу Соломонові острови. Населення — 1 636 мешканців, більшість з яких живе вздовж берегів затоки Кенлі, де побудована невелика пристань.
На острові існують три поселення: Кукутін, Арарикі і Нікумароро. Жителі належать до групи І-Кірибаті (мікронезійців), які були переселені до протекторату Британські Соломонові острови з островів Орона і Нікумароро в 1950-х роках. Первісно, у 1930-х, вони оселилися на островах Фенікс, зібравшись туди з різних місць архіпелагу острови Гілберта. Підставами для переселення стали перенаселеність, частково брак прісної води в архіпелазі. Причинами для другого переселення стали скрутні умови на островах Фенікса, така сама нестача води, хоча чинники віддаленості і зростання витрат на місцеву адміністрацію теж зіграли свою роль.
Найпростіший спосіб дістатися острова: літаком з Хоніари до аеропорту Кагау в провінції Шуазель (зараз рейси двічі на тиждень). З Кагау до Вагіни тривалість поїздки 45-60 хвилин на моторному човні.